# Frohsinn (Schiff, 1927)
Die Frohsinn ist ein ehemaliges Fahrgastschiff.

## Geschichte
Das Schiff wurde laut Uwe Gieslers Schiffsdatenbank 1927 bei Velthuysen in Zaandam gebaut. Ursprünglich war das Schiff mit einem 60-PS-Dieselmotor ausgerüstet. Es war 25,23 Meter lang und 5,02 Meter breit und hatte einen Tiefgang von 1,32 Metern. Das Schiff war für die Beförderung von 311 Personen zugelassen. 1939 wurde es nach Woltersdorf verkauft und erhielt unter seinem neuen Besitzer Willi Bittkow den Namen Dorothee II. 1946 erhielt es die Nationale Schiffskennung GDS 01331. Im Jahr darauf wurde die Kennung geändert, sie lautete nun 3-132. 1949 wurde die Dorothee II neu geeicht. Als Heimathafen gibt Giesler ab dieser Zeit Groß Wusterwitz an, die damals gültige Adresse des Dorotheenhofs. Das Schiff galt nun als 25,28 Meter lang, der Tiefgang wurde weiterhin mit 1,32 Metern angegeben, auch an der Breite hatte sich seit dem letzten Eichen nichts geändert.
Bittkows Tochter Dorothee Korn musste ab der Mitte der 1950er-Jahre den Dorotheenhof zwangsverpachten und gab die Schiffe ab, die ihr Vater gekauft hatte. Die Dorothee II ging 1957 in die Hände Erich Hoffmanns über und kam nach Burg. Ihre Kennung lautete nun P-705. Sie war ab dieser Zeit nur noch für die Beförderung von 305 Fahrgästen zugelassen. Um 1972 erhielt sie eine neue Maschine (4 NVD 26-2 SKL) mit 135 PS.
Im Jahr 1981 kam das Schiff nach Magdeburg, wurde in Frohsinn umbenannt und in Genthin umgebaut. Dabei erhielt es unter anderem ein neues Steuerhaus. Die Frohsinn fuhr nun für den VEB Weisse Flotte. Zur Zeit der politischen Wende war sie noch in Magdeburg aktiv. Sie kam 1990 in Privatbesitz und wurde 1999 nach Berlin verkauft.
Die neue Besitzerin, Anja Naumann-Jenssen, gestaltete das Schiff zum Wohn- und Studioschiff um; gleichwohl waren immer noch 119 Fahrgäste an Bord zugelassen. Das Schiff wurde nun, zusammen mit der Heiterkeit, im Treptower Hafen festliegend von der Firma All Around Music genutzt. Auf der Homepage dieses Unternehmens wird das Baujahr der Frohsinn mit 1937 statt 1927 angegeben, ein „sehr informativer Text“ über das Schiff ist dort angekündigt (Stand: April 2022), aber noch nicht vorhanden.
Der erste Eigner und der erste Name des Schiffes lassen sich laut Uwe Giesler nicht mehr ermitteln.
Uwe Gerber äußerte die Vermutung, bei der Frohsinn handle es sich um die ehemalige Feenlob, die zeitweise für Paul Tempelhof in Berlin fuhr. Die Bilder, auf die er sich beruft, weisen tatsächlich eine frappante Ähnlichkeit auf, allerdings widerspricht Gerbers Theorie den Recherchen Kurt Groggerts zum Thema Feenlob.
Tempelhof besaß laut Groggert im Jahr 1935 zwei Schiffe namens Feenlob: die Feenlob mit einer Kapazität von 337 Fahrgästen und die etwas kleinere Feenlob 2, die 300 Personen befördern durfte. Laut Kurt Groggert waren beide Schiffe in den Niederlanden gebaut worden. Allerdings gibt Groggert an, aus der Feenlob sei nach dem Zweiten Weltkrieg zunächst die Erna und dann das Schiff Bär von Berlin geworden, die Feenlob 2 habe früher den Namen Porta Westfalica getragen und sei 1950 von Albert Krenz gekauft und zur Barbara umgebaut worden, aus der schließlich die dritte und letzte Pik As des Reeders Otto Schmidt geworden sei. Für das Schiff Bär von Berlin, das 1987 für Werner Triebler fuhr, gibt er außerdem das Baujahr 1930 und den Bauort Groningen an. Auch die Feenlob 2 wurde laut Groggert in Groningen gebaut, und zwar im Jahr 1928. Den Umbau zur Pik As nahm 1955 die Lanke-Werft vor. Für dieses Schiff gibt Groggert eine Länge von 36,33 Metern an. Schon zu Krenz’ Zeiten sei es als Barbara auf der Lahe-Werft komplett verändert worden. Nachdem Otto Schmidt sich 1963 in den Ruhestand zurückgezogen hatte, wechselten seine Schiffe den Besitzer. Laut Groggert ging die Pik As 1964 in den Besitz der Reederei Liptow über, während die Reederei A. Haupt eines der anderen „Asse“, die ehemalige Herz-As, auf den Namen Frohsinn umtaufte. Dieses zweite Berliner Schiff namens Frohsinn gelangte später in den Historischen Hafen Berlin; es hat nichts mit dem Schiff der Firma All Around Music zu tun.
Gerber stellt die Theorie auf, Groggert habe die Biographien der beiden Schiffe namens Feenlob miteinander vermischt: Nicht die Feenlob, sondern die Feenlob 2 – ex Porta Westfalica ex Gross-Magdeburg – sei in der Nachkriegszeit zur Erna und dann zur Bär von Berlin geworden. Dies schafft allerdings nicht das Problem aus der Welt, dass Groggert für beide Schiffe namens Feenlob reine West-Biographien zusammengestellt hat, während die Dorothee II nach der Teilung Deutschlands in der DDR fuhr und von Anja Naumann-Jenssen nachweislich aus Magdeburg nach Berlin geholt wurde. Überdies kennt Groggert überhaupt kein Schiff namens Dorothee II, sondern nur die Dorothee, aus der in der Nachkriegszeit Kurt Hinzes Schiff Rheinpfalz wurde.